# Малмо (тауншип, Миннесота)
Малмо (англ. Malmo) — тауншип в округе Эйткин, Миннесота, США. На 2000 год его население составило 332 человека.

## География
По данным Бюро переписи населения США площадь тауншипа составляет 92,5 км², из которых 85,3 км² занимает суша, а 7,1 км² — вода (7,70 %).

## Демография
По данным переписи населения 2000 года здесь находились 332 человека, 153 домохозяйства и 104 семьи.  Плотность населения —  3,9 чел./км².  На территории тауншипа расположено 345 построек со средней плотностью 4,0 построек на один квадратный километр. Расовый состав населения: 96,39 % белых, 2,71 % коренных американцев и 0,90 % приходится на две или более других рас.
Из 153 домохозяйств в 17,0 % воспитывались дети до 18 лет, в 60,8 % проживали супружеские пары, в 4,6 % проживали незамужние женщины и в 32,0 % домохозяйств проживали несемейные люди. 28,8 % домохозяйств состояли из одного человека, при том 8,5 % из — одиноких пожилых людей старше 65 лет. Средний размер домохозяйства — 2,17, а семьи — 2,59 человека.
18,1 % населения — младше 18 лет, 6,6 % — в возрасте от 18 до 24 лет, 21,1 % — от 25 до 44, 27,1 % — от 45 до 64, и 27,1 % — старше 65 лет. Средний возраст — 50 лет. На каждые 100 женщин приходилось 112,8 мужчин.  На каждые 100 женщин старше 18 приходилось 110,9 мужчин.
Средний годовой доход домохозяйства составлял 31 161 доллар, а средний годовой доход семьи —  39 464 доллара. Средний доход мужчин —  25 000  долларов, в то время как у женщин — 21 250. Доход на душу населения составил 16 737 долларов. За чертой бедности находились 5,3 % семей и 9,2 % всего населения тауншипа, из которых 15,6 % младше 18 и 3,1 % старше 65 лет.